# Violine
Die Violine oder Geige ist ein zu den Kastenhalslauten gehörendes Streichinstrument. Ihre vier Saiten (g – d1 – a1 – e2) werden hauptsächlich mit den Haaren eines Bogens gestrichen (italienisch coll’arco), selten mit der Stange desselben (italienisch col legno) oder den Bogenhaaren geschlagen (ital. battuto) oder auch mit den Fingern gezupft (italienisch pizzicato). In der Tradition der klassischen europäischen Musik spielt dieses Instrument eine herausragende Rolle. In allen Epochen der Musikgeschichte seit Erscheinen der Violine wurden bedeutende Werke für sie geschrieben. Violinen werden von Geigenbauern hergestellt.

## Etymologie
Das Wort Violine wurde im 17. Jahrhundert aus dem Italienischen ins Deutsche entlehnt und bedeutet eigentlich „kleine Viola“, wobei sich im Italienischen letztlich die maskuline Diminutivform violino (bezeugt seit dem frühen 16. Jahrhundert) zur Bezeichnung des Instruments durchsetzte, im Deutschen hingegen das Femininum Violine (gegenüber dem im barocken Schrifttum vereinzelt anzutreffenden Violin). Als sich etwa 10 bis 15 Jahre nach den ersten bekundeten Violen da gamba (1495) Frühformen der Violine entwickelten, wurden diese noch mit unterschiedlichen Begriffen wie lira, violetta oder viola (deutsch auch „Viole“, etwa in „Bassviole“) bezeichnet.
Das ältere deutsche Wort Geige ist ursprünglich eine Scherzbezeichnung (Pejorativum) für die Fidel und entwickelte sich später zum Gattungsbegriff für Streichinstrumente insgesamt, also einschließlich Bratsche, Cello und Gambe, verlor dabei aber lange nicht seine abschätzige Konnotation. So erklärte Leopold Mozart 1756 in seinem Versuch einer gründlichen Violinschule, dass „das Wort Geige ein allgemeines Wort ist, welches alle Arten von Geiginstrumenten in sich einschließet; und daß es folglich nur von einem Mißbrauche herrühret, wenn man die Violin platterdings die Geige nennet“; noch Johann Christoph Adelung markiert die Bezeichnung Geige als unschicklich (bzw. „vertraulicher Sprechart“), als wertneutrales Synonym zur vornehmen Violine konnte sie sich erst im späteren 19. Jahrhundert etablieren. Die Etymologie des Wortes ist ungeklärt. Es begegnet zuerst im 12. Jahrhundert in einer spätalthochdeutschen Handschrift als gīga (französisch gigue ist ebenfalls bereits um 1150 nachgewiesen, stellt aber wohl eine Entlehnung aus dem Althochdeutschen dar, ebenso italienisch, altspanisch und provenzalisch giga). Vorgeschlagen wurde unter anderem ein Zusammenhang mit dem altnordischen Verb geiga „schwenken, schwanken“, zu dem sich auch im Deutschen mundartliche, allerdings erst spät und nur spärlich bezeugte mögliche Entsprechungen finden, so etwa schweizerisch gieglen, giegeln „sich wälzen, purzeln“ und tirolerisch geigern „schwanken, zweifeln, zaudern“; vorauszusetzen wäre demnach ein gemeingermanisches *gīgan „hin und her bewegen.“ Möglicherweise handelt es sich aber auch um eine lautmalerische Wortschöpfung, vergleichbar dem Gackern [der Hühner] und dem Kieksen „hohe, schrille Laute von sich geben“.
Anders als die hochsprachliche Violine hat die eher volkstümliche Geige einige sprichwörtliche Redensarten inspiriert. Schon seit etwa 1500 hängt der Himmel voller Geigen, wenn jemand froh und zuversichtlich auf sein Dasein und die Zukunft blickt (nur „im blauen Himmel“ über der Insel Kuba „hängen / heute lauter Violinen“, wie Heinrich Heine 1853 in Bimini dichtete). Bereits im Mittelhochdeutschen findet sich die Wendung jemandem die Wahrheit [auch Meinung o. ä.] geigen (die somit wesentlich älter ist als die ebenfalls musikalische, aber erst seit dem 19. Jahrhundert geläufige „Standpauke“). Der Ausdruck die erste Geige spielen im Sinne von „bestimmen, was zu tun ist“ bezieht sich auf den Konzertmeister der klassischen Orchesterordnung, der als Stimmführer den Ton der anderen Geiger an- und vorgab (analog die zweite Geige spielen i. S. v. „sich nach Anderen richten müssen, eine untergeordnete Rolle spielen“).

## Teile und Bauweise

### Korpus

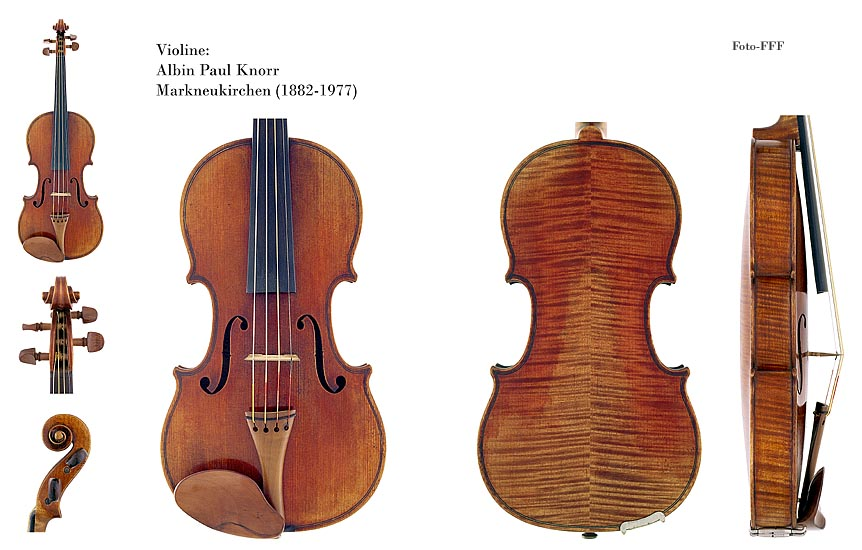
Drei Seiten des Korpus: Decke, Boden und Zarge. Detailbilder links: Wirbelkasten und Schnecke.

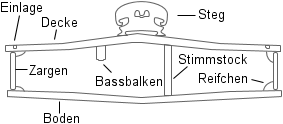
Korpus einer Violine im Querschnitt (der Steg gehört nicht zum Korpus)

Der Korpus der Violine besteht aus Decke, Boden und Zargenkranz. Zusammen bilden sie einen etwa 35 bis 36 cm langen Hohlkörper, der als Resonanzkörper dient.

#### Decke
Die Decke ist der mit zwei F-Löchern versehene, gewölbte, aus Fichtenholz gefertigte obere Teil. Die Decke ist meistens aus zwei gespiegelten Teilen gefertigt, welche mittig verleimt werden. Danach wird mit Hilfe von Stecheisen und Hobeln die angestrebte Form herausgearbeitet, zuerst die äußere, nachfolgend die innere Wölbung. Idealerweise wird „feinjähriges“ Holz (die Jahresringe liegen eng und gleichmäßig) verwendet, das auf nährstoffarmem Boden in Hochgebirgsregionen langsam gewachsen ist. Es wird in der ersten Hälfte des Winters geschlagen, wenn sich möglichst wenig Saft im Stamm befindet, und danach mehrere Jahre zur Trocknung gelagert, erst als Stamm und nochmal einige Jahre lang im zugeschnittenen Zustand. Die fertige Decke hat unter dem Steg meist eine Dicke von 2,4 bis 3,5 mm. Um die passende Flexibilität zu erreichen, wird dabei steifes Holz dünner ausgearbeitet als weiches Holz.

#### Boden

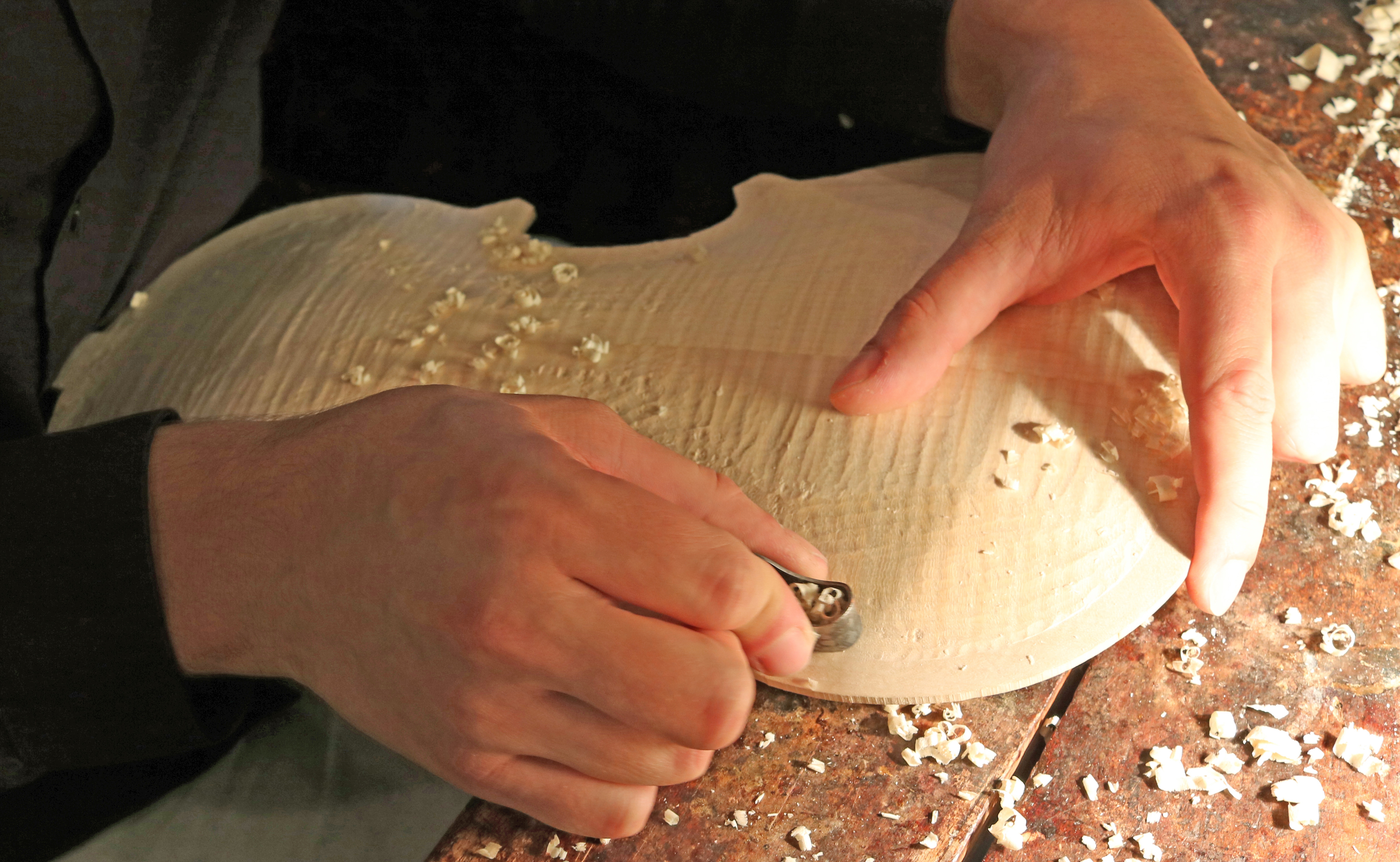
„Wölben“ des Violinbodens

Der Boden ist meistens aus Ahorn gefertigt (sehr selten Pappel oder Weide) und wird ebenfalls gewölbt gestochen. Er kann einteilig oder aus zwei miteinander verleimten Teilen gefertigt sein, was an der spiegelsymmetrischen Maserung des Holzes zu erkennen ist.

#### Zargen
Die Zargen sind die Seitenteile des Korpus und sind mit Boden und Decke verleimt, in seltenen Fällen darüber hinaus in den Boden eingelassen. Sie bestehen meistens aus demselben Holz wie der Boden.
Randeinlagen oder Adern verzieren den Rand der Decke und des Bodens. Dies sind drei nebeneinanderliegende schmale Holzstreifen, deren Äußeres oft schwarz gefärbt ist. Sie werden in den Adergraben gelegt und verleimt. Neben der Verzierung dienen sie der Stabilisierung der über den Zargenkranz hinausragenden Ränder von Decke und Boden.

#### Inneres
Einige Bauteile befinden sich im Inneren des Korpus. Der Bassbalken ist eine leicht schräg zur Faserrichtung verlaufende Fichtenholzleiste, die unter leichter Vorspannung unter die Deckeninnenseite geleimt ist. Er erhöht sowohl die Anisotropie als auch die Steifigkeit der Decke. Der Bassbalken verläuft asymmetrisch unter dem bassseitigen Stegfuß.
Der Stimmstock (die Seele oder Stimme) und dessen präzise Platzierung beeinflusst und reguliert den Klang der Geige erheblich. Es handelt sich bei ihm um einen zylindrischen Fichtenholzstab (etwa 6 mm Durchmesser), der zwischen Decke und Boden eingepasst, aber nicht verleimt wird. Seine Position ist etwa drei Millimeter unterhalb des dem Bassbalken gegenüberliegenden Stegfußes.
Ober-, Unter- und Endklötze sowie Reifchen im Innern des Korpus dienen der Stabilisierung der Zargen. Die Klötze sind aus Fichtenholz, die Reifchen aus Fichte oder Weide gefertigt.

### Hals und Griffbrett
In eine trapezförmige Aussparung des Korpus wird der Hals geleimt. Dieser hat eine Länge von etwa 13 cm und wird mit dem Griffbrett (ungefähr 27 cm Länge) verleimt, das etwa 14 cm über den Korpus ragt. Das Griffbrett ist meist aus feinporigem Ebenholz gefertigt, das besonders hart und verschleißfest ist. Seltener, vor allem bei einfacheren Instrumenten, werden andere Hölzer verwendet, beispielsweise vom Birnbaum, die geschwärzt werden, um das Aussehen des edleren Ebenholzes nachzuahmen. Bevor Ebenholz in Europa als Rohstoff zu bekommen war, wurden alle Instrumente mit Obstholz-Griffbrettern ausgestattet. Diese sind fast vollständig durch Reparaturen und Umbauten von den Instrumenten verschwunden.

### Wirbelkasten und Schnecke
Am oberen, schmalen Ende des Griffbretts befindet sich ein Sattel, der obere Sattel (oder Obersattel) der Violine. Über ihn laufen die Saiten in den Wirbelkasten hinein. Hier befinden sich die vier konischen Wirbel, mit denen die Saiten des Instruments gestimmt werden. Die Wirbel bestehen wegen der beim Stimmen auftretenden mechanischen Belastung immer aus Harthölzern. Meistens Ebenholz oder Palisander, seltener Buchsbaum. Der Wirbelkasten endet in einer Schnecke (selten in einem Frauen- oder Löwenkopf). Hierbei handelt es sich um fein geschnitztes Holz, welches normalerweise die Form einer Schnecke hat, daher der Name. Die Schnecke ist mit anderen baulichen Details ein wichtiges Erkennungsmerkmal bei der Provenienzforschung alter Instrumente.

### Steg
Der Steg aus feinjährigem Ahorn wird zwischen Decke und Saiten eingesetzt. Er steht ohne Befestigung auf der Decke und wird durch die Spannung der darüber laufenden Saiten in der korrekten Position gehalten. Über den Steg werden die Schwingungen der Saiten auf den Korpus übertragen.

### Saitenhalter
Die Saiten verlaufen vom Wirbelkasten über den Steg bis zum Saitenhalter. Dieser gehört ebenso zum spieltechnisch notwendigen Set des Instrumentes wie die Wirbel. Deshalb wählt man sowohl für die Wirbel als auch den Saitenhalter aus ästhetischen Gründen meist das gleiche Holz. Der Saitenhalter wird mittels einer Henkelsaite (oder Hängesaite), die über den Untersattel läuft, an einem Endknopf befestigt. Der Endknopf ist in einem Loch in der Zarge eingesteckt. Am Saitenhalter können Feinstimmer angebracht sein.

### Saiten
Die vier Saiten bestehen aus Naturdarm, der mit Silber- oder Aluminiumdraht umsponnen sein kann, aus Kunststoff oder Stahldraht. Die höchste Saite (Chanterelle) ist die E-Saite und ist meistens aus Stahldraht gefertigt. Darmsaiten reagieren stärker auf Temperatur- und Feuchtigkeitsänderung, sie werden hauptsächlich in der historischen Aufführungspraxis verwendet. Die Saiten werden in Quinten auf die Töne g – d1 – a1 – e2 gestimmt. (Ein Merkspruch lautet: Geh du alter Esel.) Davon abweichende Stimmungen finden sich in der orientalischen Musikpraxis, z. B. in der klassischen persischen Musik. Orchester stimmen in Deutschland und Österreich mit einem Kammerton von 443 Hz, in der Schweiz vorwiegend auf 442 Hz.
| Saite             | Ton/Note | Frequenzen bei einem Kammerton (a1) von | Frequenzen bei einem Kammerton (a1) von | Frequenzen bei einem Kammerton (a1) von |
| Saite             | Ton/Note | 443 Hz                                  | 442 Hz                                  | 440 Hz                                  |
| ----------------- | -------- | --------------------------------------- | --------------------------------------- | --------------------------------------- |
| 1 (höchste Saite) | e2       | 664,50 Hz                               | 663,00 Hz                               | 660,00 Hz                               |
| 2                 | a1       | 443,00 Hz                               | 442,00 Hz                               | 440,00 Hz                               |
| 3                 | d1       | 295,33 Hz                               | 294,67 Hz                               | 293,33 Hz                               |
| 4 (tiefste Saite) | g        | 196,89 Hz                               | 196,44 Hz                               | 195,56 Hz                               |

### Leim und Lack
Die Teile des Korpus werden miteinander verleimt. Der Hals mit dem Korpus, danach das Griffbrett mit dem Hals. Hierfür wird Knochenleim (Warmleim) oder Hautleim verwendet. Er ist wasserlöslich und wird bei einer Temperatur von etwa 50 bis 60 Grad Celsius weich. Daher kann ein erfahrener Geigenbauer das Instrument problemlos auseinandernehmen, ohne Holz oder Lack zu beschädigen.
Der Lack schützt das Holz des Instrumentes und konserviert dessen Schwingungseigenschaften. Er kann den Klang erheblich beeinflussen, aber nicht deutlich verbessern. Ein unfachmännisch aufgetragener Lack kann den Klang eines Instruments „töten“, das heißt die Schwingfähigkeit der Decke stark einschränken (siehe Geigenlack).

### Asymmetrie
Die Violine erscheint auf den ersten Blick symmetrisch, was jedoch nicht zutrifft. Eine Rechts-Links-Asymmetrie zeigt sich am deutlichsten an der Position von Kinnhalter und Schulterstütze, aber auch an weiteren Merkmalen: Position von Bassbalken und Stimmstock im Inneren des Korpus, versetzte Anordnung der Wirbel im Wirbelkasten, Bespannung mit Saiten verschiedener Dicke, unterschiedliche Maserung des Holzes auf den beiden Seiten. Die Anordnung der Saiten (die häufig gebrauchte E-Saite für hohe Töne befindet sich beim Spielen vom Geiger gesehen rechts) ist darauf abgestimmt, dass die rechte Hand des Geigers den Bogen führt. Die Aufgabe der linken Hand beim Spielen ist das Greifen der Saiten. Gehalten wird die Violine mit dem Unterkiefer (oder Kinn, je nach Gewohnheit) und Schlüsselbein- bzw. Schulterbereich.
Linkshänder spielen die Geige normalerweise auf dieselbe Weise wie Rechtshänder. Es werden zwar auch Violinen für Linkshänder gebaut, bei denen die Saiten umgekehrt angeordnet sind, allerdings bisher nur sehr wenige. Linkshänder-Geigen sind in Orchestern in der Regel nicht erwünscht. Der Grund ist zum einen, dass sich benachbart sitzende Geiger mit ihren Instrumenten oder mit ihren Ellenbogen zu nahe kommen können, wenn sie spiegelbildlich spielen. Zum anderen sind gleichförmige Bewegungen innerhalb der Stimmgruppen des Orchesters für den Betrachter ein ästhetisch überzeugender Anblick, den ein einzelner anders streichender Geiger stören würde. 2007 referierte der linkshändige und links streichende Geiger Martial Gauthier in Cremona über linkshändiges Geigenspiel.

## Zubehör

### Kinnhalter und Schulterstütze
Der Kinnhalter erleichtert das Halten des Instruments zwischen Kinn und Schulter und verhindert darüber hinaus, dass eventuell auftretende Feuchtigkeit der Haut den Geigenlack angreift, auflöst und letztlich das Holz an dieser Stelle zunehmend zermürbt. Er besteht meistens aus Ebenholz, ist mit Spannschrauben am Instrument festgeklemmt und befindet sich beim Spielen zwischen Instrument und Kinn. Die Schulterstütze (bisweilen auch „Knochen“ genannt) dient dem Ausgleich der individuellen Anatomie der Instrumentalisten zwischen Körper und Instrument. Hier spielen vor allem die Länge des Halses, als auch die Breite und natürlich gegebene Stellung der Schultern eine Rolle, wie die Schulterstütze geformt sein sollte. Sie wird unmittelbar vor dem Spielen stets neu montiert.

### Bogen
Der Bogen besteht meist aus Pernambuk. Gutes Pernambuk ist gerade gewachsen und die Fasern verlaufen parallel, die Bogenstange kann besonders dünn gearbeitet werden und weist trotz notwendiger Stabilität eine gewünschte Elastizität auf. Pernambuk eignet sich somit besonders für hochwertige Bögen. Da das Vorkommen der Holzart begrenzt ist, wird es schwieriger, an gute Qualitäten zu gelangen. Es werden deshalb mittlerweile auch Bögen aus kohlenstofffaserverstärktem Kunststoff („Carbonfiber“) verwendet, u. a. um bei Grenzübertritten Probleme mit dem CITES-Abkommen zu vermeiden; die klanglichen und spieltechnischen Qualitäten werden aber von vielen professionellen Musikern als nicht gleichwertig empfunden.
Am unteren Ende des Bogens befindet sich der Frosch aus Ebenholz, Elfenbein oder Schildpatt, meist verziert mit einer runden Perlmutt-Einlage, dem sogenannten „Auge“. Auch Intarsien als rein metallischer Schmuck sind mitunter zu sehen. Zwischen Frosch und Bogenspitze (Köpfchen) sind die Bogenhaare eingespannt. Man nennt dies den Bogenbezug. Je nach Dicke werden etwa 150 bis 220 Haare vom Hengstschweif bestimmter Pferderassen verwendet. Durch das Drehen einer Schraube (Beinchen) werden die Bogenhaare gespannt. Nach jedem Spiel sollten die Bogenhaare wieder entspannt werden. Die Haare versetzen die Saiten durch Darüberstreichen in Schwingung. Dafür müssen die Haare regelmäßig mit Kolophonium (natürliches Baumharz) präpariert werden. Das wird durch mehrfaches Streichen des Bogens über einen Kolophonium-Block erreicht. Je nach Beanspruchung und Qualität der Haare sollte der Bogenbezug nach zwei Monaten bis spätestens nach einem Jahr erneuert werden.
Geigenbögen haben ein Gewicht von 55 bis 65 Gramm. Wichtig ist die Gewichtsverteilung: Der Schwerpunkt sollte 24–25 cm vom Stangenanfang entfernt liegen (ohne Beinchen gemessen).

## Funktionsweise und Spieltechniken
Die Violine liegt linksseitig auf Schulter und Brust des Violinisten und wird je nach Haltung bzw. Drehung des Kopfes durch die linke Kante des Unterkiefers, mitunter vom Kinn gehalten. Von der linken Hand wird der Daumen zum Umgreifen des Halses oder als Hilfe für bestimmte Grifftechniken verwendet. Alle anderen Finger spielen ausschließlich auf den Saiten, um die gewünschten Töne zu fixieren. Je nach Schule übernimmt die linke Hand auch noch Stütz- oder Haltefunktion des Instrumentes. Die rechte Hand führt den Bogen, mit welchem die Saiten meist zwischen Griffbrettende und Steg, in modernen Kompositionen teilweise auch hinter dem Steg, gestrichen werden. Dies nennt man die Kontaktstelle. Für die wechselnden Lautstärken, die Farben, die Präzision der Artikulation, das Legatospiel und weiteres ist entscheidend, mit welcher Kombination aus Gewicht, Geschwindigkeit, Kontaktstelle (nah am Steg, nah am Griffbrett oder dazwischen) und Kantung der Behaarung des Bogens die Saiten berührt werden.

### Tonerzeugung
Bedingt durch die Oberflächenstruktur des Rosshaars und verstärkt durch den Auftrag von Kolophonium, verfügt der Bezug des Bogens über eine hohe Haftkraft aus der Haftreibung. Beim Anstreichen der Saite durch den angelegten Bogen wird diese daher zunächst in Strichrichtung mit ausgelenkt, so lange, bis die Rückstellkraft der Saite größer ist als die Haftreibung zwischen Bogenbezug und Saite: Die Saite schnellt entgegen der Strichrichtung zurück. Bei korrekter Wahl von Strichstelle, Strichgeschwindigkeit und Bogendruck wird die Saite am Ende dieser Bewegung wieder vom Bogen erfasst und abermals mitgenommen (Stick-Slip-Effekt), die Saite schwingt beständig angeregt. Wie viele Male pro Sekunde sich dieser Vorgang wiederholt, hängt von der Frequenz des jeweils gespielten Tons beziehungsweise der wirksamen Saitenlänge ab. Die Auslenkung der angeregten Stelle der Saite beschreibt über der Zeit eine elliptische Bahn, mit der längeren Achse orientiert etwa in Strichrichtung.
Die Saite selbst hat eine recht kleine Wirkfläche, womit sie nur eine geringe Luftmenge in Bewegung setzt, zu wenig, um einen für das menschliche Ohr deutlich wahrnehmbaren Ton zu erzeugen. Der Korpus wirkt als Impedanzwandler. Durch die Übertragung der Schwingungen von der Saite auf den Korpus wird zwar die Amplitude der Schwingungen deutlich geringer, die Abstrahlungsfläche aber so weit vergrößert, dass eine gute Ankoppelung an die Luft und ein für das Ohr wahrnehmbarer Ton entsteht. Diese Umwandlung folgt denkbar komplexen Mustern.
Der Steg, auf dem die Saite auflagert, wird angeregt, der Saitenschwingung in der Strichebene zu folgen. Die Geigendecke wiederum, auf der der Steg ruht, ist nur zur Schwingung im rechten Winkel zur Strichebene in der Lage. Dieses zwingt den Steg zu einer Schaukelbewegung, bei der die beiden Stegfüße die beiden Deckenhälften alternierend be- und entlasten. Bei einer solchen Wippbewegung, wo die Drehachse genau in der Mitte des Steges liegt, würden jedoch beide Deckenhälften gegeneinander arbeiten, was mit Lautstärkeverlusten und Klangveränderungen einherginge. Dem wird begegnet, indem unter den rechten Stegfuß ein Stäbchen – der Stimmstock (meistens einfach Stimme genannt) – geklemmt wird. Der behindert zunächst den rechten Stegfuß, wodurch die Drehachse dieser Schaukelbewegung sich nach rechts verlagert und fast die gesamte Arbeit (diejenige der tiefen Frequenzen) vom linken Stegfuß geleistet wird. Um eine verbesserte Verteilung der dort abgegebenen Schwingungen auf der Decke zu erreichen, wird zusätzlich auf der Unterseite der Decke unter den linken Stegfuß unter Spannung der Bassbalken aufgeleimt, der den linken Stegfuß insbesondere bei hohen Frequenzen behindert – das heißt die Drehachse verlagert sich für diese nach links. Je nach Frequenz des gespielten Tons ist mehr der linke (tiefe Frequenzen) oder der rechte (hohe Frequenzen) Stegfuß aktiver, wodurch die Schwingungen im einen Fall mehr von der Decke (unterstützt durch den Bassbalken), im anderen von Decke und (übertragen durch die Stimme) dem Boden abgegeben werden. Bei tiefen Frequenzen schwingen somit Boden und Decke gegeneinander, und das eingeschlossene Luft-Volumen bildet einen breitbandigen Hohlraumresonator, der eine Schallabstrahlung über die F-Löcher bewirkt.

### Griffe und Klangvariation

Grifftabelle für alle Tonarten (pdf)

#### Tonhöhe und mehrstimmiges Spiel
Auf dem Griffbrett befinden sich keine Bünde. Daher muss der Violinist, um den gewünschten Ton genau zu treffen, die Saite exakt an der richtigen Stelle niederdrücken.
Mit der Technik des Doppelgriffs kann zweistimmig gespielt werden. Drei- oder vierstimmige Akkorde werden normalerweise arpeggiert. Es ist aber möglich, dreistimmige Akkorde von kurzer Dauer, auch mehrere hintereinander, ohne Arpeggio zu spielen, so dass tatsächlich drei Stimmen gleichzeitig erklingen. Für dieses sogenannte Akkordspiel muss der Bogen in einiger Entfernung vom Steg und mit ausreichendem Druck zügig über die drei Saiten gestrichen werden. Vierstimmiges Spiel ohne Arpeggio kann nur mit einem speziell konstruierten Rundbogen realisiert werden.

#### Vibrato und Klangfarbe
Durch leichtes Hin- und Herrollen der Fingerkuppe des greifenden Fingers (Fingervibrato), durch Kippbewegungen der Hand (Handgelenkvibrato) oder durch Bewegungen des gesamten linken Unterarmes bei fixiertem Handgelenk (Unterarmvibrato) lässt sich ein Vibrato des Tons erzeugen.
Die Klangfarbe kann durch die Art der Bogenführung weitreichend beeinflusst werden: durch verschiedenste Strichgeschwindigkeiten bei sehr variablem Bogendruck, aber auch durch den Ort des Streichens (näher am Steg oder näher am Griffbrett). Wenn eine Passage auf einer tiefen Saite und in einer höheren Lage gespielt wird, obwohl sie auf einer höheren Saite bequemer gespielt werden könnte, dient dies ebenfalls der Erzeugung einer besonderen Klangfarbe.

#### Flageolett
Ein Flageolett kann gespielt werden, indem die Finger der linken Hand an solchen Stellen leicht auf die Saite gelegt werden, wo die Schwingungsknoten höherer Schwingungsmodi liegen. Dadurch wird die Grund-Schwingungsfrequenz gedämpft und es schwingen nur die entsprechenden Oberwellen bzw. Harmonische an (zum Beispiel doppelte oder dreifache Frequenz bei Aufsetzen bei halber beziehungsweise einem Drittel der Saitenlänge). Es entstehen flötenartige Töne.

#### Dämpfer
Ein Dämpfer kann – je nach Konstruktionsweise – auf den Steg gesteckt oder an ihn heran geschoben werden. Dies bewirkt eine Verringerung der Schwingungsamplitude des Steges und schränkt dessen Eigenfrequenz ein. Das verwendete Material sowie die Masse des Dämpfers entscheiden darüber, um welchen Grad die Vielfalt der Klangfarben und die Lautstärke der Violine vermindert werden. Dies bewirkt im Ergebnis einen als „nasal“ oder „verschleiert“ bezeichneten, gewollt reduzierten Ton der Violine. Die Anweisung con sordino in den Noten bedeutet, dass ein Dämpfer verwendet werden soll. Dämpfer können aus verschiedenen Hölzern, Metall, Kunststoff oder Kombinationen dieser Materialien bestehen.

### Dynamik
Am linken Ohr des Geigers erreicht die Violine im ff (Fortissimo) Spitzenwerte von über 110 dB. Die Dynamikspanne des Instruments ist ziemlich ausgeglichen. In 6,5 Metern Entfernung beträgt der Schallpegel im pp etwa 43–45 dB, im ff werden bei gleicher Entfernung etwa 73–80 dB erreicht.

### Schwierigkeitsgrad und Klang der Tonarten
Nicht alle Tonarten sind auf der Violine gleich gut ausführbar. Tonarten, bei denen häufig leere Saiten gestrichen werden, sind vergleichsweise einfach zu spielen. Die Tonart wirkt sich auch auf den Klang aus. In der von Richard Strauss bearbeiteten deutschen Ausgabe der Instrumentationslehre von Hector Berlioz heißt es dazu: „Die Violinen glänzen und spielen bequemer in den Tonarten, die ihnen den Gebrauch der leeren Saiten gestatten.“
Berlioz trieb die Zuordnung von auf der Violine gespielten Tonarten zu Schwierigkeitsgraden und Klangqualitäten auf die Spitze, indem er für jede einzelne Tonart Angaben zu machen versuchte. In seinen Tabellen zu 19 Dur-Tonarten und 19 Moll-Tonarten heißt es zum Beispiel, As-Dur sei „nicht sehr schwer“ zu spielen und klinge „sanft, verschleiert, sehr edel“; e-Moll sei „leicht“ zu spielen und klinge „schreiend, gewöhnlich“. Einige Tonarten nannte Berlioz „fast unausführbar“, einige gar „unausführbar“. Die Tabellen sind hier vollständig wiedergegeben.

## Geschichte

### Frühe Zeugnisse

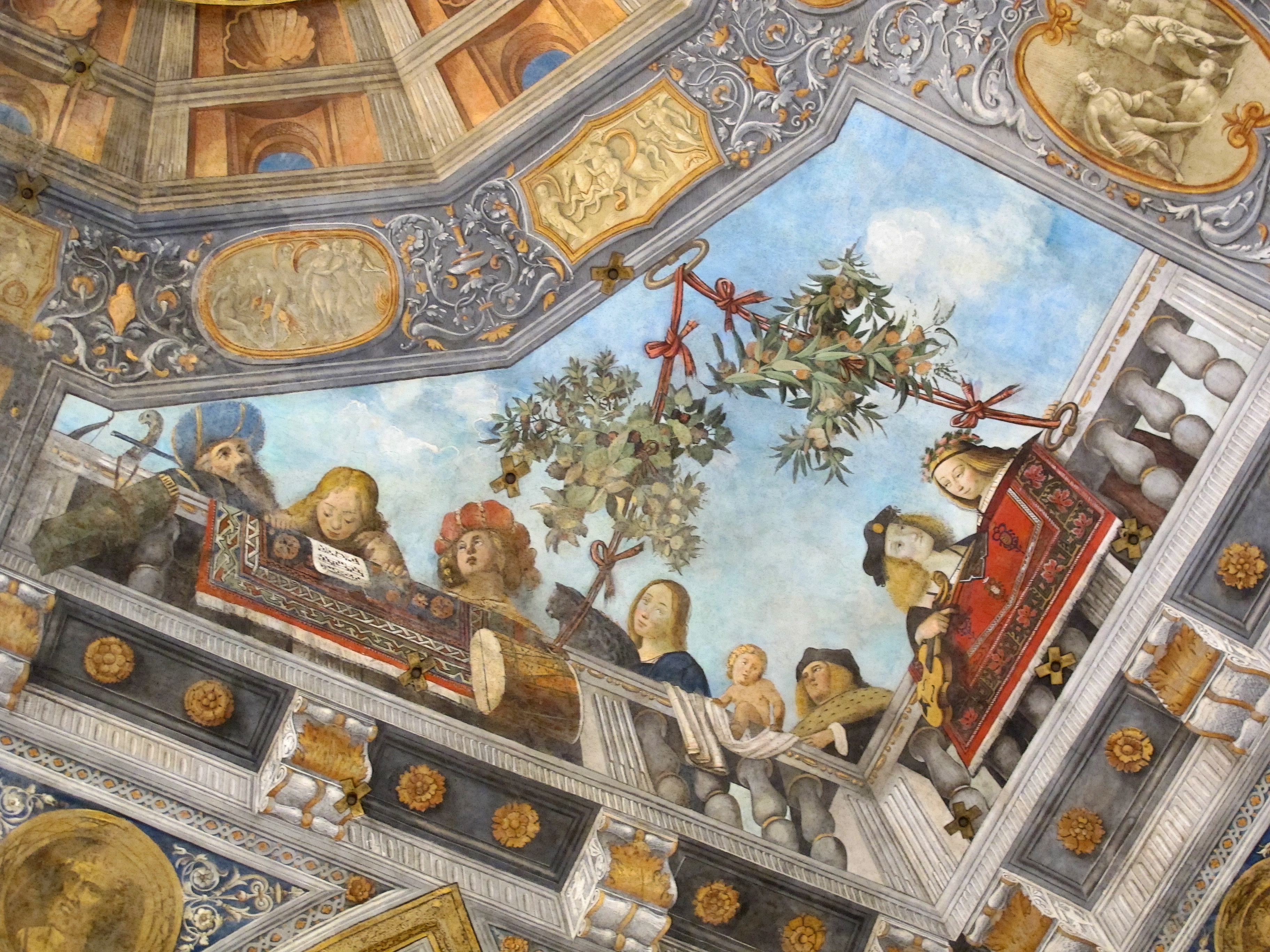
Frühe Darstellung einer Violine in Ferrara (etwa 1508)

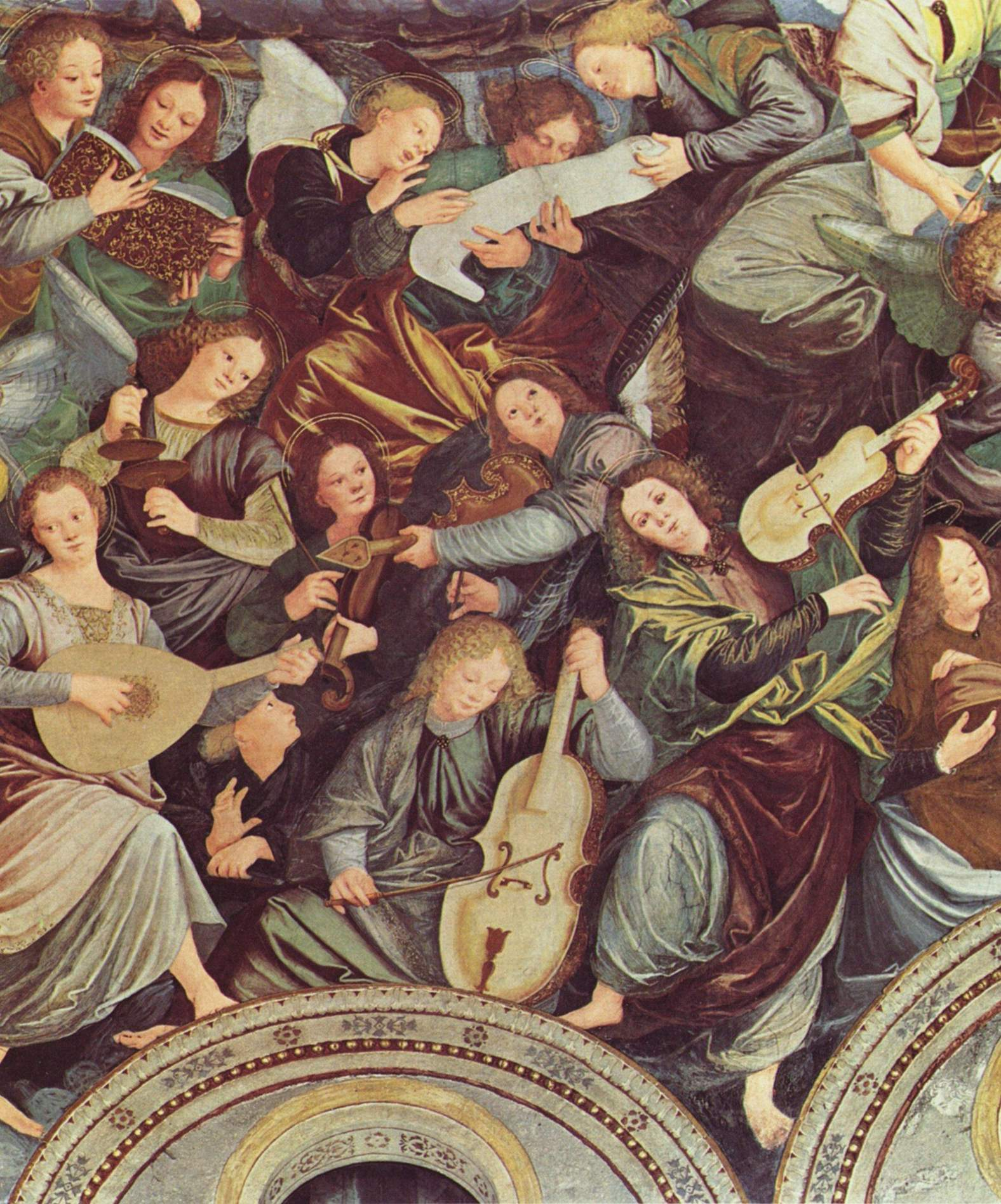
Gaudenzio Ferrari: Musizierende Engel mit dreisaitiger Violine (1535)

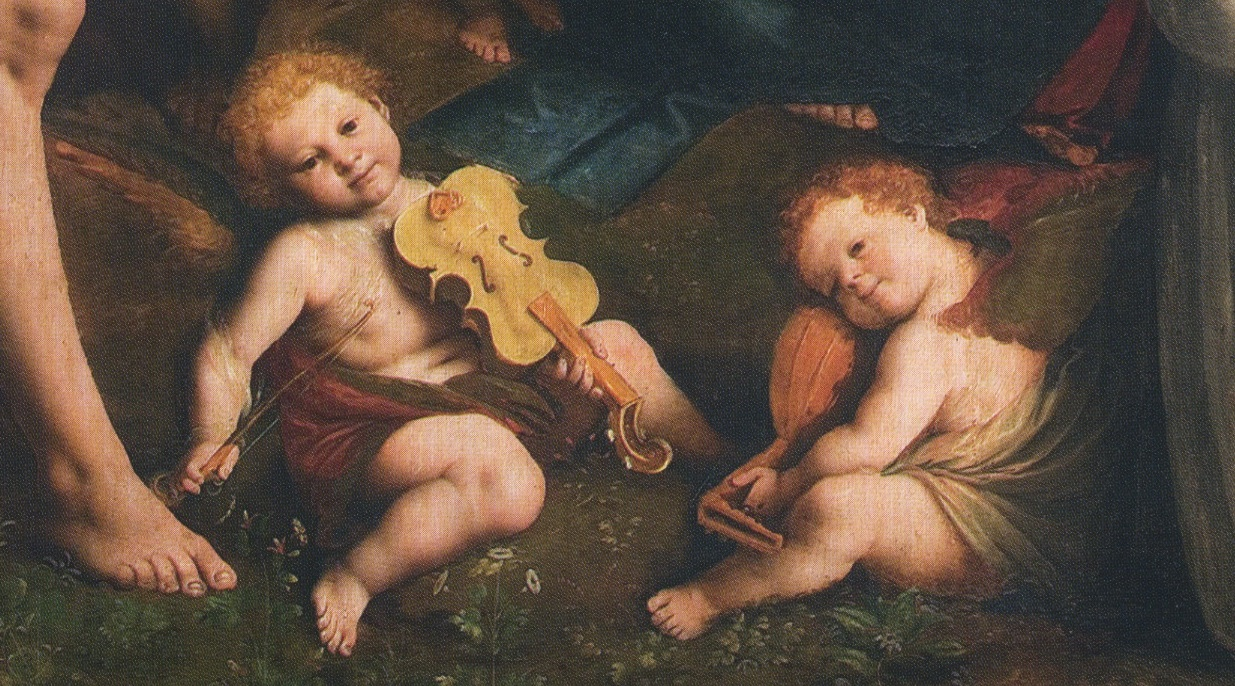
Gaudenzio Ferrari: La Madonna degli aranci, Altarbild in der San-Cristoforo-Kirche in Vercelli, 1529/30

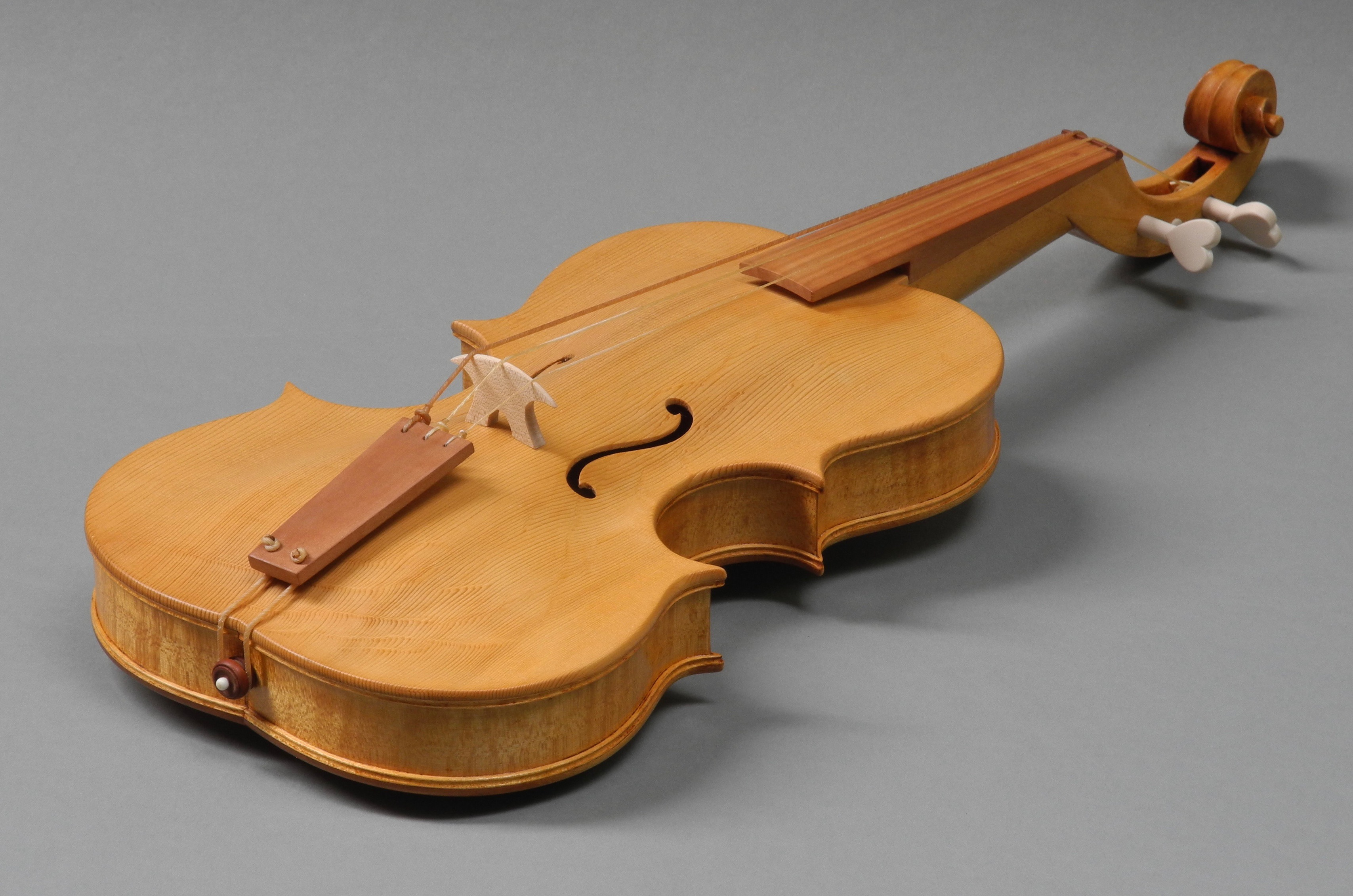
Moderne Rekonstruktion einer frühen Violine nach G. Ferrari

Bei der Entstehung der Violininstrumente sind wir mangels erhaltener Instrumente auf Darstellungen in der Kunst Norditaliens angewiesen. Die frühesten Gemälde mit Violininstrumenten entstanden ab 1508 in Ferrara. Weitere Darstellungen bis in die 1530er Jahre finden wir neben Ferrara in Finalpia, Parma, Padua, dem Mailänder Raum und im Friaul. Den heutigen Violinen am nächsten kommen Darstellungen des Gaudenzio Ferrari und seiner Werkstatt ab 1529/30. Er bildet unterschiedliche Größen („Familie“) der neu etablierten Bauart ab.
Die Gemälde zeigen ein neues Konstruktionskonzept und eine neue Form. Waren mittelalterliche Streichinstrumente aus massiven Holzblöcken ausgearbeitet, so wurden die neuen Streichinstrumente nun aus mehreren, teils sehr dünnen Holzteilen zusammengeleimt. Der Aufbau des Korpus in drei Segmente (Oberbügel, Mittelbügel und Unterbügel) unterscheidet sie ebenfalls grundlegend von den Formen mittelalterlicher Streichinstrumente.
Die erste urkundliche Erwähnung der Violine erfolgte 1523, als in Turin am Hofe des Herzogs von Savoyen „les trompettes et vyollons de Verceil“ (Trompeten und Violinen aus Vercelli) ein Honorar erhielten. Spätestens ab 1545 sind italienische Geiger am englischen Hof dokumentiert: „Mark Antonye Gayiardell and George Decombe vialline(s)“, ab 1555 am französischen Hof und ab 1561 in München.

### Italienischer Geigenbau
Andrea Amati (* um 1505; † 1577) in Cremona gilt als Begründer des italienischen Geigenbaus. Aus der Spätzeit seiner Werkstatt (mit seinem Sohn Antonio als Mitarbeiter) sind prächtig bemalte Violinen, Bratschen und Violoncelli, Bestellungen des französischen Hofes, gebaut ab ca. 1560, erhalten geblieben. Instrumente der Violin-Familie, die in jenen Jahren in Brescia hergestellt wurden (Gasparo da Salò), erzielten wegen ihrer nicht so sorgfältigen Ausarbeitung nur geringere Preise, sind aber heute aufgrund ihres schönen Tones und ihrer Seltenheit sehr gesucht.
Auch nach Andrea Amati konzentrierte sich der italienische Geigenbau noch mindestens 200 Jahre lang auf die Stadt Cremona. Nach seinem Tod führten seine Söhne Antonio und Girolamo die Tradition des Vaters weiter und beschritten auch neue Wege. Der Enkel Nicola schließlich war nach der Pestepidemie von 1630/32 der alleinige Erbe des Familienwissens; er bildete Lehrlinge aus und wurde der berühmteste Geigenbauer der Familie, die mit dem Tod von Girolamo II., Nicolas Sohn, endete.
Zu den von Nicola Amati ausgebildeten Geigenbauern zählte Andrea Guarneri, der die Kunst wiederum seinen Söhnen Pietro „da Mantova“ und Giuseppe beibrachte. Von dessen beiden Söhnen Pietro „da Venezia“ und Giuseppe „del Gesù“ wurde der zweite der berühmteste Meister der Familie.
Seit Andrea Amati ist die Form der Violine im Wesentlichen nicht mehr verändert worden. Insbesondere Antonio Stradivari wurde später zum großen Vorbild für Aussehen und Konstruktionsprinzipien fast aller Violinen, was zu weitgehender Vereinheitlichung führte. Viele Violinen von Stradivari und anderen berühmten Geigenbauern seiner Epoche zeichnen sich durch überragende Klangqualität aus. Sie sind heute außerordentlich teuer.

### Beginn des Geigenbaus in anderen Ländern

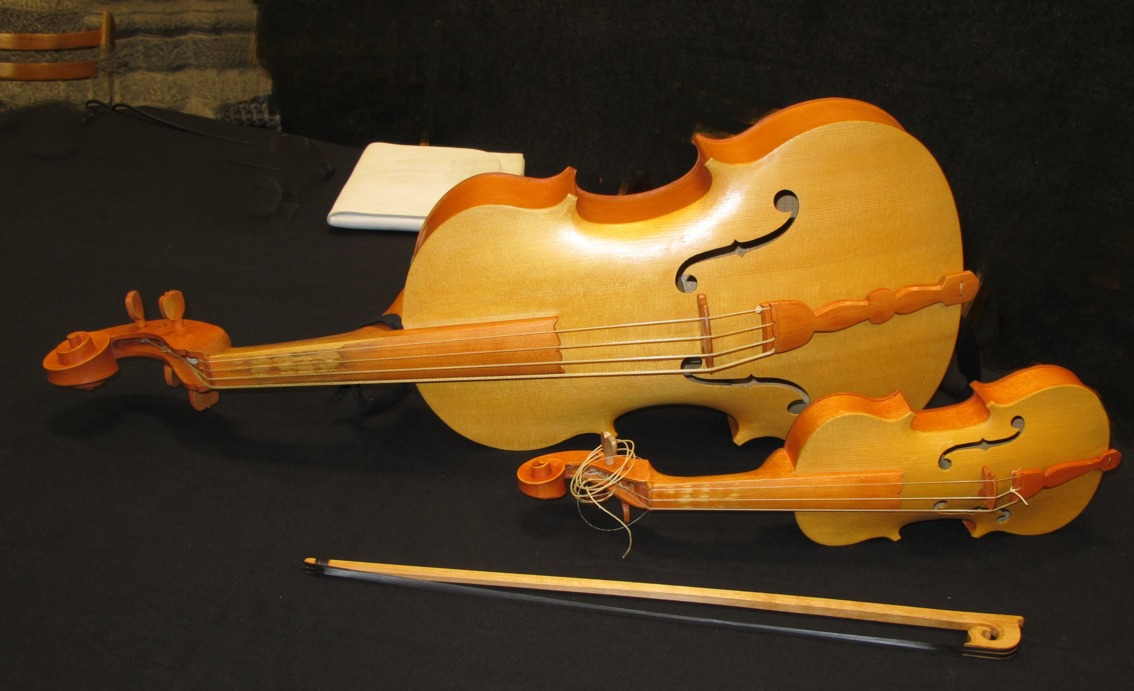
Moderne Nachbauten von Renaissancegeigen, vor 1594, Freiberger Dom

Bald wurden Instrumente der Violin-Familie auch in Ländern nördlich der Alpen gebaut. Musikinstrumente, welche zu Dekorationszwecken gebaut wurden, sind in der kurfürstlichen Begräbniskapelle im Freiberger Dom (1594 fertig gestellt) erhalten geblieben und legen davon ein Zeugnis ab. Violinen bestimmter Regionen zeigen zuweilen kleinere, individuelle Eigenheiten in Bauart und Dekoration.
Unter welchen Umständen der Tiroler Geigenbauer Jakob Stainer in Italien das Metier gelernt hat, ist umstritten. Sicher ist, dass der Absamer Meister unter teils widrigen Verhältnissen in der zweiten Hälfte des 17. Jahrhunderts die besten Violinen nördlich der Alpen baute. Sie wurden bald zu höheren Preisen gehandelt als Violinen, die aus Italien kamen. Stainers Modell, welches selbst viel von Nicola Amati hat, wurde sowohl von seinen Zeitgenossen als auch von den nächsten Generationen europäischer Geigenbauer nachgeahmt (u. a. in Deutschland, England und Italien) und verlor erst mit dem generellen Wechsel im Geschmack um 1800 an Einfluss.

### Umbauten und Neuerungen
Violinen aus dem 17. und 18. Jahrhundert werden als Barockviolinen bezeichnet. Seit den 1950er Jahren werden sie vermehrt für die Aufführung Alter Musik eingesetzt. Das Verwenden der ursprünglichen Musikinstrumente beziehungsweise von Kopien der originalen Barockviolinen ermöglicht eine historische Aufführungspraxis, die uns die Klangideale des Barocks näherbringt.

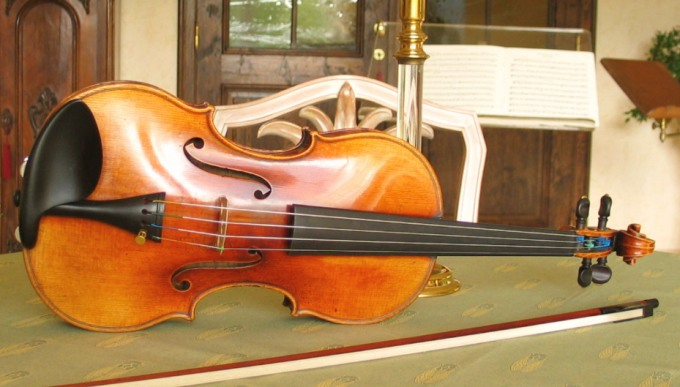
Violine von J. B. Vuillaume (Kopie einer Joseph Guarneri del Gesù)

Im Laufe der Zeit unterlag die Violine einigen baulichen Veränderungen, die sich auf den Klang auswirkten. Die Bauformen des 19. Jahrhunderts haben einen längeren und schräger angesetzten Hals und einen stärkeren Bassbalken, der eine stärkere Spannung der Saiten erlaubte als die Violinen in der alten Mensur. Viele der berühmten alten Geigen von Stradivari, Guarneri, Amati, Stainer wurden auf diese neue Art umgebaut. Dank der längeren Saiten, der höheren Saitenspannung und des gestreckt-konkaven Bogens erhöhte sich die Lautstärke und entsprach somit den immer größer werdenden Konzertsälen und Orchestern. Kritiker bemängeln jedoch, dass die geänderte Bauform den Klang härter und weniger lieblich machte. In Frankreich gab vor allem Jean-Baptiste Vuillaume entscheidende Impulse, als er sich mit den Stradivari- und Guarneri-Violinen beschäftigte.
Preiswerte Manufakturgeigen gab es bereits zu Beginn des 19. Jahrhunderts aus den deutschen und französischen Geigenbauzentren. Der industrielle Geigenbau hatte in Nagoya (Japan) 1887 seinen Ursprung mit der Gründung von Suzuki Violin Co. Ltd. durch Masakichi Suzuki (1859–1944), den Vater des Violinpädagogen Shinichi Suzuki. Dessen Betrieb beschäftigte bereits nach kurzer Anlaufzeit über 1000 Mitarbeiter und stellte innerhalb eines Monats bis zu 400 Violinen und 4000 Bögen her.
Zwar hat sich das Instrument von seinen Anfängen nicht in wesentlichem Maße verändert, es gab allerdings häufig Versuche gestalterischer und technischer Reformen. So wurden einst reich verzierte Geigen mit anderen Ornamenten gebaut (etwa mit Menschen- oder Löwenkopf anstelle der Schnecke) oder Instrumente aus Blech für ärmere Leute. Bekanntheit erlangten die Chanot-Geige von 1819, die trapezförmigen Geigen von Félix Savart oder Johann Reiter (1908) und zahllose Versuche vieler anderer namhafter Geigenbauer. Derzeit baut der belgische Geigenbau-Künstler Gauthier Louppe Streichinstrumente in Formen, die an Jugendstil erinnern und durch besondere Asymmetrien ein breiteres Klangspektrum ermöglichen sollen.
Die Kunststoff-Violinen von Mario Maccaferri (1970er/1980er Jahre) waren technisch noch unausgereift oder gehörten zu den „anders klingenden“ Geigen, doch stehen mit computergestützter Schwingungsanalyse und -simulation (wie sie von Glockengießern genutzt wird) ganz andere Werkzeuge zum systematischen Design von Klangkörpern zur Verfügung, was die Massenproduktion einer angenehm klingenden und wetterfesten „Volksvioline“ aus Kunststoff nahelegt. Momentan sind holzfreie Geigen in Serienfertigung nur aus kohlenstofffaserverstärktem Kunststoff (CFK) erhältlich, die jedoch klanglich allenfalls geringen Ansprüchen genügen können.
„Billiginstrumente“ werden heute zu Preisen ab 50 Euro verkauft.

## Pädagogik

### Alter des Kindes beim Beginn des Geigenunterrichts

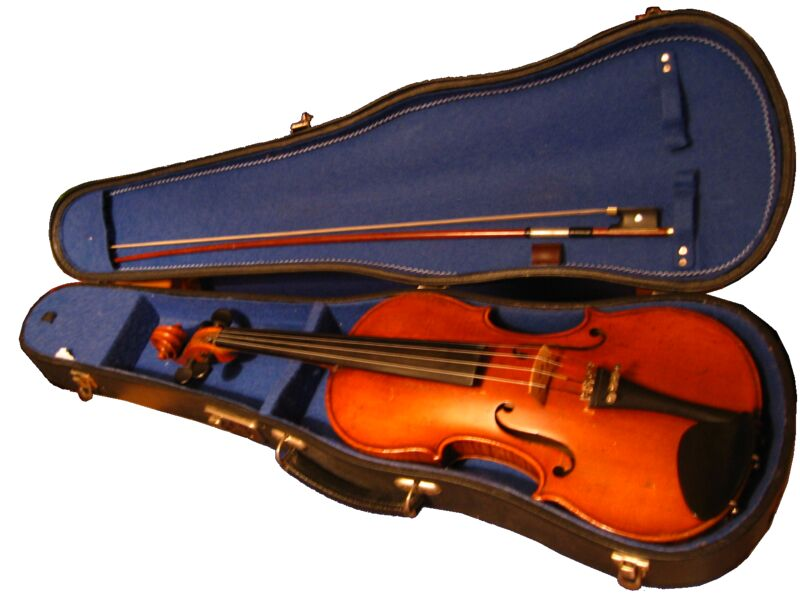
Kleine Geige im Geigenkasten

Das Violinspiel kann bereits in sehr frühem Kindesalter erlernt werden. Pädagogen sind der Überzeugung, dass ein möglichst früher Beginn, etwa im Alter von drei bis sechs Jahren, grundsätzlich vorteilhaft und für eine erfolgreiche Karriere unbedingt zu empfehlen sei. Deshalb existieren zahlreiche „kindgerechte“ Violinschulen. Ein möglichst früher Beginn des Geigenspiels ist fester Bestandteil der Suzuki-Methode, benannt nach ihrem Entwickler Shinichi Suzuki.

### Kleine Geigen
Für den frühen Beginn des Geigenspiels mit kleinen Händen und kurzen Armen gibt es angepasste Instrumente, 7⁄8-, 3⁄4-, 1⁄2-, 1⁄4- oder 1⁄8-Geigen, ja sogar 1⁄16- und 1⁄32-Instrumente werden hergestellt. Hierbei darf aus dem Bruch in der Bezeichnung nicht auf die reale Größe geschlossen werden, tatsächlich ist eine 3⁄4-Geige nur etwa 6 % kleiner als eine „ganze“ und eine 1⁄2-Geige nur etwa 12 %. Die richtige Größe des Instrumentes wird in der Regel an der Armlänge ausgerichtet.

### Geschichte der Violinpädagogik
Als wichtiges pädagogisches Werk gilt Leopold Mozarts Versuch einer gründlichen Violinschule von 1756. Mozarts Violinschule ist eine der wichtigen Quellen für das Studium der historischen Aufführungspraxis. Noch frühere Lehrwerke stammen aus der Barockzeit, so haben sich Daniel Merck, Michel Corrette oder Francesco Geminiani um die Violinpädagogik verdient gemacht. Giuseppe Tartini schrieb in seinem 50 Etuden umfassenden L’arte dell arco das erste Lehrwerk über die Bogenführung. Georg Philipp Telemann schuf für seine Schüler die „Methodischen Sonaten“, in denen die langsamen Sätze zusätzlich mit barocker Verzierung ausgesetzt sind.
Modernere und systematische Lehrwerke entstanden im frühen 19. Jahrhundert in Frankreich, nach der Gründung des Pariser Konservatoriums. Einige namhafte Autoren solcher Werke sind Pierre Rode, Pierre Baillot, Rodolphe Kreutzer, Charles-Auguste de Bériot, Jacques Féréol Mazas und in Deutschland Ludwig Spohr. Im 20. Jahrhundert spielen vor allem die Veröffentlichungen von Carl Flesch und Ivan Galamian eine herausragende Rolle.

## Verwendung in der Musik
Die Violine ist mit der Entwicklung der europäischen Musik der Neuzeit eng verbunden und wurde dementsprechend reich mit Literatur beschenkt. Im Folgenden kann nur ein kurzer Abriss über ihre vielfältigen Aufgaben gegeben werden.

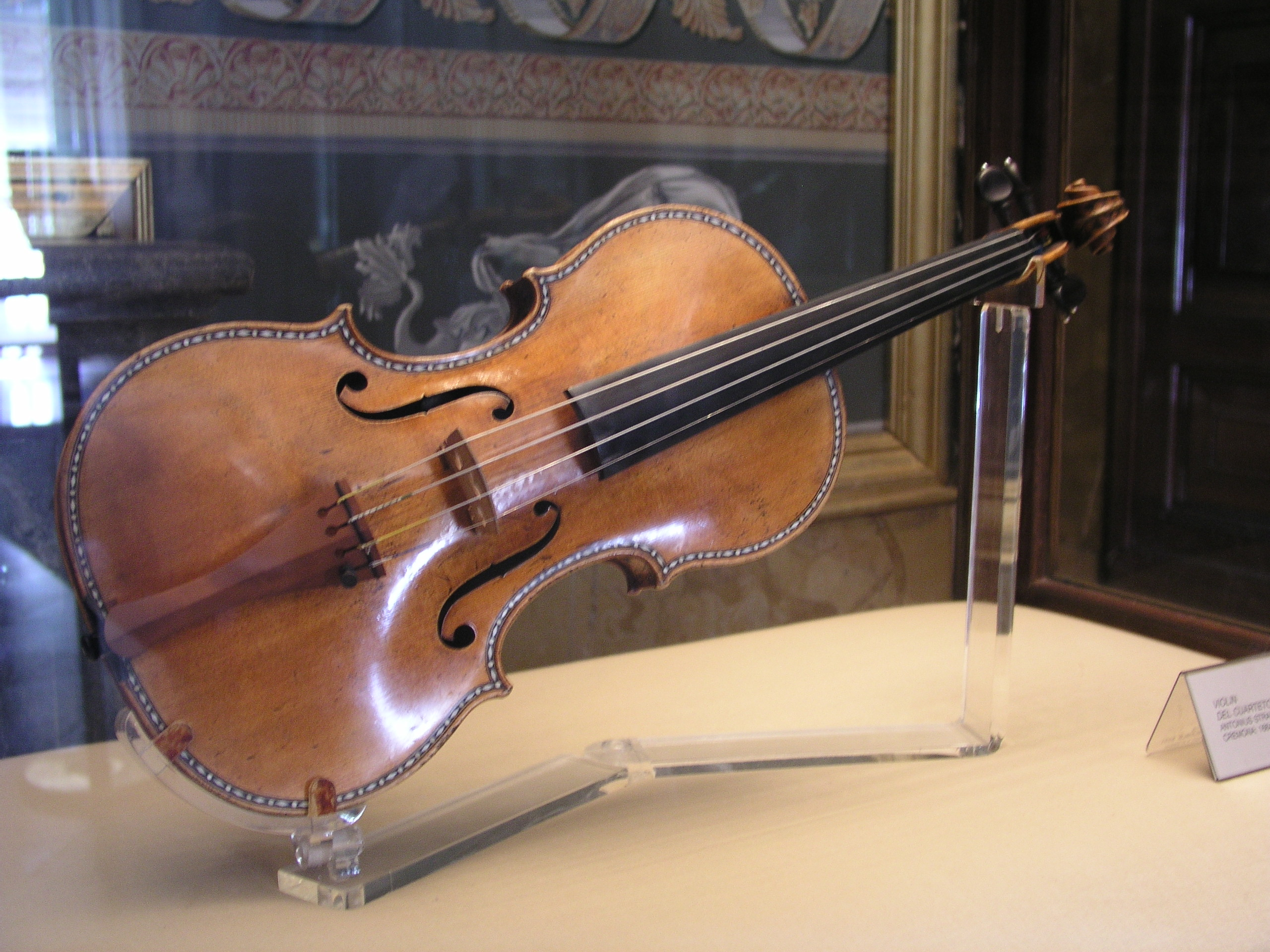
Stradivari-Violine im Palacio Real in Madrid

### Solistisch
Wichtige Werke für Solovioline (ohne Begleitung) gab es in der Barockzeit zuhauf, erwähnt seien hier die 16 „Rosenkranzsonaten“ von Heinrich Ignaz Franz Biber für skordierte Violine und die sechs Sonaten und Partiten für Violine solo von Johann Sebastian Bach. Hier wurde vor allem mit Doppelgriffen die Möglichkeit ausgereizt, auf einer Geige mehrere Stimmen klingen zu lassen. In der Klassik und Romantik war diese Gattung (ebenso wie Solowerke für andere Instrumente, abgesehen von Klavier oder Orgel) weniger verbreitet, wenngleich sie in den 24 Capricen von Niccolò Paganini einen weiteren Höhepunkt erreichte. Im 20. Jahrhundert erlebte sie mit der Solosonate von Bartók, Werken von Strawinsky und vor allem Eugène Ysaÿe eine neue Verbreitung.
Die ersten Instrumentalkonzerte entwickelten sich zunächst aus dem zeitweisen Hervortreten des Konzertmeisters aus dem barocken Streichorchester (Siehe auch: Concerto grosso). Bald entstanden die ersten als solche deklarierten Violinkonzerte, wie jene von Torelli, Vivaldi oder Bach. Alle drei großen Wiener Klassiker schrieben Violinkonzerte, ebenso die wichtigen romantischen Meister (Paganini, Spohr, Mendelssohn Bartholdy, Schumann, Dvořák, Tschaikowsky, Wieniawski, Vieuxtemps, Brahms, Bruch, Glasunow) und viele spätere Komponisten wie Sibelius, Elgar, Korngold, Bartók, Britten, Schönberg, Berg, Strawinsky, Schostakowitsch und Prokofjew. Ab dem Ende des 19. Jahrhunderts wurden einige Werke für Solovioline mit Orchesterbegleitung komponiert, die formal freier waren und sich von der reinen Konzert-Gattung abheben wollten, wie die Symphonie espagnole von Lalo, Ravels „Zigeuner“-Rhapsodie Tzigane, das Poème von Chausson oder The Lark Ascending von Williams.

### Kammermusik
Kaum ein Werk der Streicher- oder gemischten Kammermusik kommt ohne Geige(n) aus: Die wichtigsten Gattungen sind die Violinsonate, die Triosonate, das Streichtrio, das Klaviertrio, das Streichquartett, das Klavierquartett, das Streichquintett oder das Streichsextett. In vielen dieser Besetzungen hat die Geige die wichtigste Melodiestimme. Ihre oft konzertanten Aufgaben lassen sie dabei die sprichwörtliche „Erste Geige“ spielen.

### Orchester

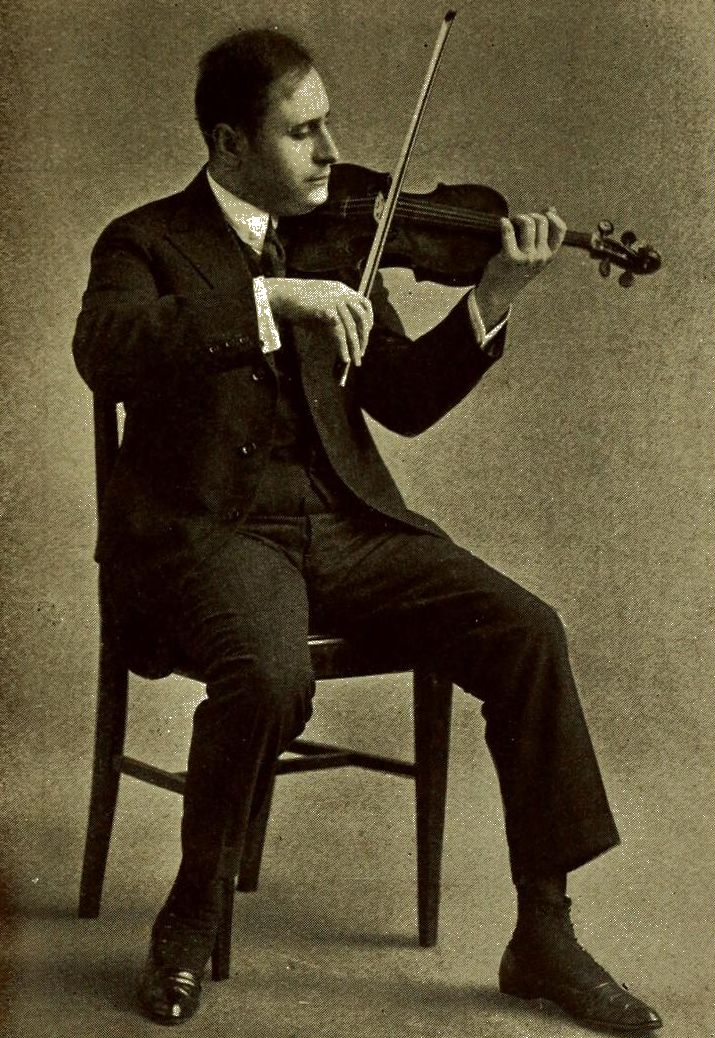
Konzertmeister der New Yorker Philharmoniker (1917).

Im Orchester gibt es seit der Barockzeit (wie im Streichquartett) zwei verschiedene Violinstimmen, die zumeist chorisch, also mehrfach besetzt sind. In einer groß besetzten romantischen Sinfonie spielen im Allgemeinen 16 Erste und 14 Zweite Geigen, gelegentlich mehr. Beide Gruppen werden dabei üblicherweise von einem oder mehreren Stimmführer(n) am vorderen Notenpult geleitet. Ganz vorne in der ersten Geigengruppe sitzt der 1. Konzertmeister, der manchmal Soli zu spielen hat und eine besondere Verantwortung für das ganze Orchester trägt.

### Tanzmusik
Im Zusammenhang mit der solistischen Karriere der Violine in der Hofmusik des 17. Jahrhunderts wurde sie zum führenden Instrument bei der Begleitung der Tänze. Ballettmeister spielten Violine und verwendeten die Tanzmeistergeige zum Einstudieren von Gesellschaftstänzen. Durch die Emanzipation des bürgerlichen Tanzes im 18. Jahrhundert formierten sich viele Tanzkapellen, die im Kern aus zwei Violinen (mit Bass) bestanden. Die erste spielte die Melodie, die zweite fügte Rhythmen und Akkorde in der Art einer Violine obligat hinzu. Noch auf dem Höhepunkt der Wiener Tanzmusik in der Zeit des Biedermeier mit Joseph Lanner oder Johann Strauß Vater bildeten sie den Kern der Tanzkapellen, und viele tänzerische Elemente spiegelten sich in der Konzertmusik wider. Johann Strauß Sohn wurde noch als Kapellmeister mit seiner Violine dargestellt, obwohl er sich zunehmend auf das Dirigieren und Komponieren verlegte.

### Europäische Volksmusik

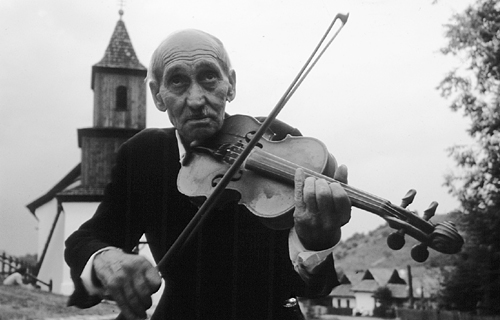
Fiedler aus Ungarn

In vielen regionalen Formen traditionellen Musizierens (Folkmusik, Volksmusik) wird die Geige verwendet. Sie wird in diesem Zusammenhang oft Fiedel oder Fiddle genannt und von der historischen Fidel unterschieden, die ein Vorläufer der Violine ist. Die Violine ist in zahlreichen Varianten ein typisches Instrument traditioneller Musik unter anderem in Irland, Wales (ffidil), Schottland, Frankreich, den Alpenländern, Norwegen (Hardangerfiedel), Schweden, Polen (skrzypce podwiązane anstelle der im 19. Jahrhundert verwendeten mazanki), Ungarn, Rumänien (vioară), der Slowakei (husle), Litauen (smuikas), Estland (viiul) und Griechenland (violi).

### Arabische und persische Musik
Zur Gesangsbegleitung, als Soloinstrument und im Ensemble wurde die Violine in die arabische und persische Musik übernommen. In Nordafrika ist die Violine als kamān und in der Türkei als kemen bekannt (vgl. türkisch kemençe). In Iran kann die Violine seit Anfang des 20. Jahrhunderts das klassische Repertoire der Spießlaute kamānče übernehmen.

### Klassische indische Musik

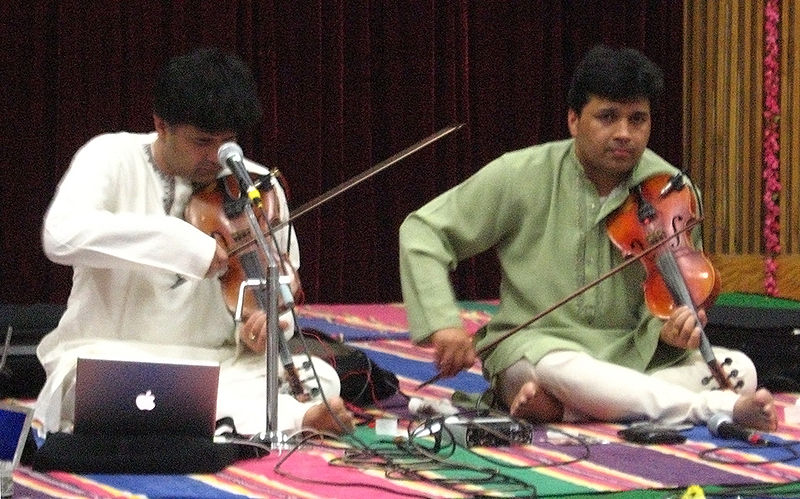
Die südindischen Violinisten Ganesh und Kumaresh

Die Violine wurde in der klassischen Musik Südindiens zum ersten Mal von Baluswami Dikshitar (1786–1859), einem Bruder des großen Komponisten Muthuswami Dikshitar, gespielt. In der südindischen klassischen Musik ist die Violine neben der Vina das wichtigste Saiteninstrument. Sie wird dort beim Spiel gegen die Brust gestützt und schräg abwärts gehalten. Erste Darstellungen von Violinen in Indien finden sich im Palast Tipu Sultans (1750–1799), der mit Frankreich verbündet und sonst an europäischer Technik interessiert war. Bekannte südindische Violinisten sind Kunnakudi Vaidyanathan (1935–2008), Mysore Manjunath, Ganesh und Kumaresh, L. Subramaniam. In Nordindien setzte der bengalische Komponist Nidhu Babu (1741–1839) möglicherweise als Erster die Violine zur Begleitung seiner Akhrai-Lieder in Kalkutta ein. Der berühmteste nordindische Violinist war Vishnu Govind Jog (1922–2004).

### Südostasien
In Myanmar ist die tayaw genannte europäische Violine an die Stelle eines dreisaitigen violinenähnlichen Instruments getreten, das im 19. Jahrhundert gespielt wurde. Zu den Malaiischen Inseln gelangte die Violine mit den Portugiesen im 17. Jahrhundert. In Malaysia wird die europäische Violine in mehreren Musikstilen verwendet, darunter zusammen mit der Zupflaute gambus im Begleitensemble der Zapin-Tanzvorführungen. In Indonesien kommt die Violine (biola) in einigen regionalen Volksmusikstilen vor, die im javanischen Gamelan gespielte Spießlaute rebab hat sie jedoch nicht ersetzt. Auf den Philippinen spielt die von Spaniern im 17. Jahrhundert mitgebrachte biyolin in einigen Regionen europäischen Melodien in der Volksmusik.

### Jazz, Crossover
In der neueren Unterhaltungsmusik spielt die Geige eine wichtige Rolle. Im Tango-Orchester ebenso wie in „Zigeuner“-Kapellen oder in manchen Jazz-Formationen (Stéphane Grappelli, Joe Venuti, Didier Lockwood, Adam Taubitz). Die komplexe Musik der amerikanischen Band The Flock bspw. vermischte Rock, Jazz, Blues und andere Stile; ihr Violinist Jerry Goodman spielte eine elektrisch verstärkte Geige. Viele moderne Geiger machen Ausflüge in Crossover-Projekte (Nigel Kennedy, Anne-Sophie Mutter). Eine Geigerin in Richtung Crossover ist auch Lindsey Stirling, die mit klassischen Tönen und Dubstep-/Elektro-Elementen ihr eigenes Musikgenre geschaffen hat. Darüber hinaus ist die Geige in Bands zu finden, die sich stilistisch in den Richtungen Mittelalter-Rock oder Folk Metal und Folk-Rock bewegen. Hier wären Flogging Molly, Fiddler’s Green, Letzte Instanz, Volkstrott, Subway to Sally, Schandmaul und Skyclad anzuführen. Der Gebrauch der Geige leitet sich hier aus dem Hintergrund der Verwendung in der traditionellen Musik ab. In der übrigen U-Musik wird die Geige eher selten als Solo-Instrument eingesetzt. Dafür werden gern elektronisch erzeugte Streicherpassagen verwendet, um eine romantische Stimmung zu erzeugen.

### Big Band
Selten wird eine Violine in einer Big Band gespielt. Durch Verwendung einer elektrischen Violine ist die Violine gut in die Big Band zu integrieren. Dort kann sie sogar als Soloinstrument über die Bläserstimmen hinweg spielen. Durch Verwendung eines Verzerrers kann der Klang der Violine sehr gut variiert werden. Die Klangfarbe geht von „klassischem Klang“ bis hin zur Komplettverzerrung wie bei einer E-Gitarre.

### Rock und Metal
Vereinzelt wird die Violine in der Rock- und Metalmusik verwendet. Beispiele dafür sind die Bands Yellowcard und Kansas aus dem Rockbereich sowie Turisas, Dornenreich, Corvus Corax, Subway to Sally oder My Dying Bride aus dem Metalbereich. Durch den Einsatz einer Violine bekommt die Musik einen eigenen Charakter und wird melodischer. Stilrichtungen, in denen die Violine relativ häufig auftaucht, sowohl als Einzel- als auch als Ensembleinstrument, sind – neben den schon erwähnten Folk-Crossover-Stilen – vor allem Symphonic Rock/Metal sowie Gothic und Dark Metal; bei Liveauftritten werden Solovioline und Streicher aus Kostengründen oft durch Synthesizer ersetzt. Erstmals wurde Ende der sechziger Jahre durch die Gruppe East of Eden eine Violine als Soloinstrument in der Rockmusik eingesetzt(Komponist: David Jack, Violin-Solist: Dave Arbus).
Bei Emilie Autumn dominiert die Violine im großen Stil. Sie bezeichnet ihre Musik selbst als Violindustrial.

## Verwandte Instrumente
Eine größere und tiefer klingende Bauform der Violininstrumente ist die Bratsche, auch Viola genannt. Zur selben Familie gehört das Violoncello, das mit dem Hals nach oben und auf der vom Spieler abgewandten Vorderseite gespielt wird, der auf einem Stuhl sitzt. Der Kontrabass hat sowohl bauliche Eigenschaften der Gamben, zu denen er einst gezählt wurde, als auch der Geigenfamilie. Er wird meist stehend gespielt.
Kleinere und handlichere Formen der Geige werden als Kleingeige bezeichnet. Dazu gehören die Tanzmeistergeige (Pochette), der Violino piccolo, die Kurzhalsgeige und die Rebec. Eine regionale Variante einer Kleingeige ist die in den südpolnischen Karpaten gespielte złóbcoki. Zu den einfacheren, in regionalen Volksmusiken gespielten Geigenformen gehören die Sorbische Geige und einige Varianten der slowakischen husle. Namentlich verwandt ist die Mongolische Pferdekopfgeige.
Die Strohgeige ist eine 1899 in London von Johannes Matthias Augustus Stroh entwickelte Form der Violine, die ohne Resonanzkörper auskommt. Der Schall wird stattdessen mit einem Hebel unter dem Steg abgenommen und über eine Membran aus Messing zu einem Trichter aus dem gleichen Metall geleitet. Dieses Instrument wird auch als Phonogeige beziehungsweise Phonofiedel bezeichnet, da es ursprünglich zur gerichteten Schallabstrahlung für Phonographen- und Grammophonaufnahmen entwickelt wurde, da herkömmliche Geigen für die damalige Aufnahmetechnik (noch ohne elektronische Verstärker) zu leise waren. Die Strohgeige ist nicht zu verwechseln mit der Strohfiedel, die kein Streichinstrument ist, sondern ein simpler Vorläufer des Xylophons: Klanghölzer lagen zur Entkopplung lose auf einer Strohunterlage. 1925 entwickelte der Markneukirchner Ingenieur Willy Tiebel die Strohgeige weiter. Er brachte einen zweiten Trichter an, welcher zum Ohr des Musikers zeigt, um ihm die Kontrolle seines Spiels zu erleichtern. Beide Instrumente sind durch die Massivität der verwendeten Bauteile so schwer, dass sie nur mit einer stützenden Auflage unter dem Wirbelkasten gespielt werden können.
Ein historisches Übungsinstrument war die von Mozart erwähnte Brettgeige. Es gibt heute Violinen ohne Resonanzkörper, die lediglich Tonabnehmer besitzen und ein Audiosignal liefern, dessen Übertragung mit Kabel oder Funk erfolgt. Die Vorteile bestehen darin, dass sich der Musiker nicht vor einem Mikrofon aufhalten muss und keine Gefahr der Rückkopplung besteht, wenn der verstärkte Schall zurück zum Instrument gelangt.

## Geigen in Märchen
In Märchen kommen Geigen relativ häufig vor, oft mit der magischen Wirkung, jeden, der sie hört, tanzen zu lassen, ob er will oder nicht: KHM 8, 51, 56, 110, 114. Das Roma-Märchen Die Erschaffung der Geige erzählt davon, wie die Geige auf die Welt kam.

## Dokumentationen
- BR-KLASSIK Die Seele der Geige. TV-Dokumentation von Benedikt Schulte; BR und EuroArts Music in Zusammenarbeit mit ARTE 2017 (abrufbar auch in ardmediathek.de).